# Amphiacusta tolteca
Amphiacusta tolteca är en insektsart som först beskrevs av Henri Saussure 1897.  Amphiacusta tolteca ingår i släktet Amphiacusta och familjen syrsor. Inga underarter finns listade i Catalogue of Life.